# Chiesa cattolica in Kuwait
La Chiesa cattolica in Kuwait è parte della Chiesa cattolica universale in comunione con il vescovo di Roma, il papa.

## Storia
La Chiesa ebbe origine nel 1945 con una missione di frati carmelitani ed è ora formata soprattutto da lavoratori immigrati, che fino ad oggi rappresentano la maggior parte dei fedeli. La stazione missionaria contava già nel 1948 700 fedeli; in quell'anno venne costruita una prima piccola chiesa.
Il 29 giugno 1953 il Kuwait venne separato dal vicariato apostolico di Arabia (oggi vicariato apostolico dell'Arabia meridionale) che aveva la sua sede ad Aden, e divenne una prefettura apostolica indipendente, con giurisdizione su un'area di 17.900 km².
Il 2 dicembre 1954 il Kuwait divenne a sua volta un vicariato apostolico con il suo primo vescovo, Teofano Ubaldo Stella, che il 16 marzo 1961 consacrò la chiesa della Santa Famiglia nel Deserto quale cattedrale del vicariato.
Nel 1972 è stato istituito l'esarcato patriarcale del Kuwait, formato da una parrocchia, per i cattolici melchiti.
Nel 1982 è stato istituito l'esarcato patriarcale di Bàssora e Golfo per i cattolici siri.
Nel 2011 i fedeli di rito latino sono passati alla giurisdizione del vicariato apostolico dell'Arabia settentrionale con sede ad Awali, in Bahrein; nel 2021 la cattedrale è stata anch'essa traslata in Bahrein, nella neoeretta chiesa dedicata a Nostra Signora d'Arabia. In Kuwait, prima dell'erezione di questo nuovo vicariato, si contavano circa 154.000 cattolici di differenti nazionalità, che formavano circa il 6,2 % della popolazione, con due preti diocesani, 8 regolari e 13 suore. Il territorio era diviso in 6 parrocchie.

## Organizzazione
- Vicariato apostolico dell'Arabia settentrionale, per i fedeli di rito latino
- Esarcato patriarcale di Bàssora e Golfo, per i fedeli di rito siro
- Esarcato patriarcale del Kuwait, per i fedeli melchiti

## Nunziatura apostolica
La nunziatura apostolica in Kuwait è stata istituita l'8 febbraio 1969 con il breve Sollicitudo illa di papa Paolo VI. Il nunzio ricopre anche le funzioni di nunzio apostolico in Bahrein e Qatar; ha ricoperto l'incarico di delegato apostolico nella Penisola Arabica e di nunzio apostolico anche negli Emirati Arabi Uniti e nello Yemen fino al 2020.

### Nunzi apostolici
- Alfredo Bruniera † (7 luglio 1969 - 4 aprile 1975 dimesso)
- Jean-Édouard-Lucien Rupp † (4 marzo 1975 - 13 luglio 1978 nominato osservatore permanente della Santa Sede presso l'Ufficio delle Nazioni Unite ed Istituzioni specializzate a Ginevra)
- Antonio del Giudice † (22 dicembre 1978 - 20 agosto 1982 deceduto)
- Luigi Conti † (19 novembre 1983 - 17 gennaio 1987 nominato nunzio apostolico in Ecuador)
- Marian Oles † (28 novembre 1987 - 1991 dimesso)
- Pablo Puente Buces † (25 maggio 1993 - 31 luglio 1997 nominato nunzio apostolico in Gran Bretagna)
- Antonio Maria Vegliò (2 ottobre 1997 - 13 dicembre 1999 dimesso)
- Giuseppe De Andrea † (28 giugno 2001 - 27 agosto 2005 ritirato)
- Paul-Mounged El-Hachem † (27 agosto 2005 - 2 dicembre 2009 ritirato)
- Petar Rajič (2 dicembre 2009 - 15 giugno 2015 nominato nunzio apostolico in Angola e a São Tomé e Príncipe)
- Francisco Montecillo Padilla (5 aprile 2016 - 17 aprile 2020 nominato nunzio apostolico in Guatemala)
- Eugene Martin Nugent, dal 7 gennaio 2021